# Adolph Tronnier
Adolph Tronnier (* 20. Mai 1875 in Meine; † 31. Oktober 1962 in Mainz) war ein deutscher Bibliothekar.

## Leben
Tronnier promovierte 1904 an der Universität Göttingen mit einer Dissertation über die Lübecker Buchillustration des 15. Jahrhunderts. Von 1903 bis 1935 war er an der Stadtbibliothek Mainz tätig, wo er neben allgemeinen Aufgaben sich besonders mit Johannes Gutenberg und der Erfindung des Buchdrucks befasste. Er war auch tätig für das 1900 aus Anlass des 500. Geburtstags gegründete Gutenberg-Museum, das anfangs zur Stadtbibliothek Mainz gehörte. Sein Nachlass, der zahlreiche unveröffentlichte Manuskripte über Gutenberg enthält, befindet sich in der BSB München.

## Werke
- Die Lübecker Buchillustration des fünfzehnten Jahrhunderts. Heitz & Mündel, Straßburg 1904.
- Vier neue Gutenberg-Bildnisse des Gutenberg-Museums Mainz. Verlag der Gutenberg-Gesellschaft, Mainz 1930 (Kleiner Druck der Gutenberg-Gesellschaft; 11).
- Von der Stadt Mainz, der „Mainzer Presse“ und Christian Heinrich Kleukens. In: Philobiblon, Jg. 3 (1930), Heft 10, S. 425–433.
- Von Gutenberg, dem Mainzer Psalter und einem Schelmenstreich. Verlag der Gutenberg-Gesellschaft, Mainz 1936 (Kleiner Druck der Gutenberg-Gesellschaft; 24).
- Die Jahrhundertfeiern der Buchdruckerkunst 1540–1940: Festvortrag, gehalten anläßlich der Festsitzung und Generalversammlung der Gutenberg-Gesellschaft. im kurfürstlichen Schlosse zu Mainz am 21. Juni 1936. Verlag der Gutenberg-Gesellschaft, Mainz 1937 (Kleiner Druck der Gutenberg-Gesellschaft; 29).
- (mit Will Haenlein) Mainz, die Gutenbergstadt 1440–1940. Zaberndruck, Mainz 1940 (doi:10.14463/KXP:1670350290).